# Franz Wolf
Franz Wolf, né le 9 avril 1907 à Krummau en Autriche-Hongrie et mort le 9 octobre 1999 à Palling, est un chef d'escouade SS allemand et un criminel de guerre condamné à huit ans de prison lors du procès de Sobibór. Son frère Josef Wolf, avec qui il sert dans un commando SS du camp d' extermination de Sobibór, est tué par des détenus du camp en fuite lors de la révolte de Sobibór.

## Biographie
Après une formation de forestier, Wolf travaille dans l'atelier photo de son père jusqu'en 1939. À la fin des années 1920 et à nouveau brièvement à l'automne 1938, il est membre de l'armée tchécoslovaque. Wolf adhère au Parti allemand des Sudètes en 1936. Après l'incorporation des Sudètes au Reich allemand à la suite de l' accord de Munich, il est enrôlé dans la Wehrmacht. Après le début de la Seconde Guerre mondiale, il participe à l'invasion de la Pologne et à la bataille de France.

### Centres de mise à mort nazis
En janvier 1940, Wolf est envoyé à Berlin par la chancellerie du Führer dans le cadre de l'Aktion T4. De là, il est transféré au centre de mise à mort nazi de Hadamar à l'automne 1940. Il y photographie des malades mentaux avant qu'ils ne soient victimes « d'euthanasie ». À l'automne 1941, il est renvoyé à Berlin, où il poursuit son travail de photographe pour l'Aktion T4. De l'été 1942 au printemps 1943, il travaille à l'hôpital universitaire de Heidelberg .

### Camp d'extermination
En mars 1943, Wolf est affecté au camp d'extermination de Sobibór dans le cadre de l'Aktion Reinhard. Wolf et son frère, le SS-Unterscharführer Josef Wolf, ont pour tâche de récupérer les vêtements des Juifs, qu'ils devaient enlever avant de se rendre à la chambre à gaz ou à la caserne pour se faire couper les cheveux. Là, les vêtements sont triés en fonction de l'argent et des objets de valeur sous la supervision des SS.

### Après 1943
Wolf est transféré en novembre 1943 dans la zone opérationnelle de la côte Adriatique à Trieste . Après la défaite il s'enfuit en Autriche, où il est capturé par l' armée américaine et envoyé dans un camp d'internement près de Weiden. Après sa libération, il travaille comme photographe pour l'armée américaine jusqu'en mai 1946.
Wolf vit ensuite à Eppelheim. Il est arrêté lors d'enquêtes au début des années 1960. En 1966, il est inculpé dans le procès de Sobibor, pour son implication dans le meurtre d'un nombre indéterminé de victimes — au moins 39 000 — et condamné à huit ans de prison,.